# Cretevania meridionalis
Cretevania meridionalis är en stekelart som beskrevs av Alexandr Rasnitsyn 1991. Cretevania meridionalis ingår i släktet Cretevania och familjen hungersteklar. Inga underarter finns listade i Catalogue of Life.